# Adam Oppeln-Bronikowski
Adam Oppeln-Bronikowski herbu własnego (ur. 5 maja 1714, Dobrojewo – zm. 12 października 1778, Żychlin), polski  ziemianin i polityk, generał wojsk elektorskich saskich, kalwinista.
Był synem Andrzeja, właściciela Orzeszkowa i Marianny z Kotkowskich h. Ostoja. W roku 1751 Adam Bronikowski zakupił Żychlin pod Koninem, którego ludność była w większości wyznania ewangelicko-reformowanego, i stał się patronem tamtejszego, istniejącego do dziś dnia zboru ewangelickiego. W czasach Wojny siedmioletniej zaciągnął się do armii króla polskiego i elektora saskiego Augusta III i stanął na czele (wystawionego prawdopodobnie własnym sumptem) pułku kawalerii lekkiej. Po bitwie pod Lowosicami Bronikowski dostał się do niewoli pruskiej. W roku 1763 wziął abszyt z armii saskiej, otrzymawszy stopień generała.
W czasie bezkrólewia po śmierci Augusta III należał do tzw. partii saskiej: współpracował ściśle z  hetmanem  w. kor. Janem Klemensem Branickim i osłaniał jego odwrót na Węgry w roku 1764, który oznaczał kres aspiracji partii saskiej i zwycięstwo Familii. Z natury realista, Bronikowski przyłączył się teraz do Familii i propagował w  rodzinnej Ziemi Kaliskiej wybór Poniatowskiego na króla. Pod nowym panowaniem wszczął wraz z baronem J.W.Goltzem energiczną akcję w celu równouprawnienia dysydentów. W roku 1767 Bronikowski zgłosił akces do Konfederacji toruńskiej i był członkiem delegacji wysyłanych do króla i prymasa oraz jednym z sygnatariuszy traktatu zapewniającego dysydentom większe prawa, w związku z czym  konfederaci radomscy i barscy spustoszyli jego posiadłości w Ziemi Kaliskiej. Po tych wszystkich niepokojach Bronikowski i następca zmarłego Goltza, Fryderyk von Unruh, musieli się zgodzić na ustalenia konferencji, zwołanej w roku 1771 przez rosyjskiego ambasadora Salderna, która okroiła innowiercom przyznane wcześniej prawa.
Po pierwszym rozbiorze Bronikowski (w imieniu kalwinistów) i Unruh  (w imieniu luteran) nadal pilnowali spraw polskich protestantów, śląc liczne petycje w ich sprawach majątkowych do carycy Katarzyny. W roku 1775 Bronikowski został powołany do sądu zajmującego się sprawami międzywyznaniowymi.
Żonaty od 1742 z Joanną Florentyną z Sienna  Potworowskich h. Dębno (zm. 1801), ewangeliczką ze starej rodziny kalwińskiej, miał z nią m.in. syna Adama Feliksa, znanego polityka późnej ery stanisławowskiej i pocz. XIX wieku.